# Тени Фаберже
«Тени Фаберже» — российский  телевизионный  детективный художественный фильм с элементами мистики, поставленный на Киностудии «КЛОТО» в 2008 году режиссёрами Александром Бородянским и Константином Худяковым. Посвящён последней неоконченной работе великого русского ювелира двадцатого столетия Карла Фаберже — «Созвездие цесаревича».

## Сюжет
События первой части фильма происходят  в начале 1990-х годов, когда в Москву с особой целью приезжает ювелир Карл Густав Фаб (Анатолий Ромашин). Его задача найти последнее пасхальное яйцо Карла Фаберже. В поисках пропажи герой фильма встречается с хранителями музеев, частными коллекционерами и экспертами, членами королевских дворов Таиланда и Великобритании. Но, так и не найдя яйцо, герой умирает.
Действие второй части фильма перенесено в конец 2000-х годов и описывает приключения молодого тайского монаха (Алексей Франдетти), который также посвятил свою жизнь поиску последнего яйца Фаберже.

## В ролях
- Анатолий Ромашин — Карл Густав Фаб, реинкарнация ювелира Карла Фаберже
- Елена Шанина — Елена Павловна Санина
- Алексей Франдетти — Понгсаг, буддийский монах
- Ольга Вечкилева — Юля, переводчица туристического агентства «Восток-Запад»
- Владимир Долинский — Виктор, генеральный директор агентства «Восток-Запад», возлюбленный Юли
- Антон Сёмкин — Глебов
- Александр Ковальский — директор ресторана

## В эпизодах
- Сергей Петров — Юрий, антиквар
- Егор Анашкин
- Олег Соколовский — Георгий
- Василий Фролов — финн
- Ольга Дегтярёва — жена Фаберже
- Олег Поплавский
- Екатерина Мажуль — экскурсовод

## Съёмочная группа
- Режиссёры: Александр Бородянский, Константин Худяков
- Сценарий: Александр Бородянский, Владимир Синельников
- Оператор: Николай Немоляев, Павел Трубников
- Композитор: Вячеслав Ганелин
- Художник: Елена Игнатенко, Виктор Петров
- Художник по костюмам: Дарья Булочникова
- Художник по гриму: Светлана Плющенкова
- Звукорежиссёр: Евгений Кадимский
- Монтаж: Ольга Быкадорова
- Звукорежиссёр перезаписи: Степан Богданов
- Шеф-редактор: Алексей Голубев
- Консультанты-искусствоведы: Ирина Полынина, Татьяна Мунтян, Марианна Чистякова

## Факты
- В 1993 году фильм начал снимать Константин Худяков, а главную роль играл Анатолий Ромашин. После трагической смерти актёра в 2000 году, Бородянский согласился продолжить картину[1].
- Фильм награжден специальными дипломом Второго фестиваля российского документального кино в Нью-Йорке[2].
- Сценарий написан Александром Бородянским совместно с Владимиром Синельниковым. Синельников  также выступил как автор идеи и продюсер проекта[2].